# Heinrich Purkarthofer
Heinrich Jakob Purkarthofer (* 28. März 1934 in Dörfl, Sankt Johann bei Herberstein; † 24. Februar 2005) war ein österreichischer Historiker, Archivar und Heraldiker.

## Leben
Heinrich Purkarthofer besuchte das Pestalozzi-Gymnasium Graz und studierte ab 1955 an der Universität Graz Geschichte, Deutsche Philologie, Geographie, Pädagogik, Psychologie, Indogermanistik und Philosophie. 1961 dissertierte er mit Die Herrschaft Herberstein in der Steiermark vom Beginn des 16. Jahrhunderts bis 1628 unter besonderer Berücksichtigung der wirtschaftlichen und sozialen Verhältnisse.
Heinrich Purkarthofer arbeitete anfangs eineinhalb Jahre bei der Österreichischen Post- und Telegraphenverwaltung. Mit Beginn des Jahres 1965 wurde er unter Archivdirektor Fritz Posch Mitarbeiter beim Steiermärkischen Landesarchiv. Er wurde von 1965 bis 1968 in Wien beim 51. Lehrgang am Institut für Österreichische Geschichtsforschung ausgebildet, konnte Vorlesungen zur Volkskunde an der Universität Wien besuchen und sammelte in Wiener Archiven nach steirischen Quellen für das Landesarchiv. Weiters war er in dieser Zeit wesentlicher Mitarbeiter für die Vorbereitung der Steirischen Landesausstellung Der steirische Bauer 1966 in Graz. Seine Staatsprüfungsarbeit befasste sich mit Mons Predel. Beiträge zur Siedlungsgeschichte zwischen mittlerer Mur und Raab.
In Graz im Landesarchiv übernahm Heinrich Purkarthofer die Beratung im Lesesaal Bürgergasse und beantwortete besitzgeschichtliche Fragen und Kataster- und Grundbuchangelegenheiten. Weiters übernahm er in der Nachfolge von Burkhard Seuffert und Friedrich Wilhelm Kosch die Betreuung vom Familienarchiv Herberstein. 1977 wurde er Nachfolger von Reiner Puschnig im Referat Gemeindeheraldik. Er schuf in beeindruckender Weise über 200 Wappenentwürfe, davon fünf für Gemeinden des Burgenlandes, mit Archivforschung und Besprechungen mit Gemeindevertretern vorher und Festvorträgen bei der Verleihung des Wappens nachher. Purkarthofer publizierte zahlreiche Analysen zu Siedlungen und Fluren und erstellt Konkordanzen zum Maria-Theresianischen, Josefinischen und Franziszeischen Kataster.
Heinrich Purkarthofer wurde im Landesarchiv 1969 zum Archivar, 1971 zum Oberarchivar, 1972 zum Archivrat und 1975 zum Oberarchivrat ernannt. 1985 wurde er in der Nachfolge von Franz Otto Roth stellvertretender Direktor des Landesarchivs. 1993 ernannte ihn die Landesregierung zum Mitglied der Prüfungskommission für den Mittleren Dienst im Landesarchiv, der Landesbibliothek und bei den Museen. Nach der Pensionierung von Direktor Gerhard Pferschy führte Purkarthofer interimistisch von Jänner bis Juli 1996 das Landesarchiv. Zum Jahresende 1999 trat er in den Ruhestand.

## Auszeichnungen
- 1999 Berufstitel Professor, für seine Leistungen als Historiker, Archivar und im Besonderen für die Kommunalheraldik